# 新罕布夏州學院和大學列表
以下是新罕布夏州目前运营的公立和私立高等教育机构列表。

## 州立大學

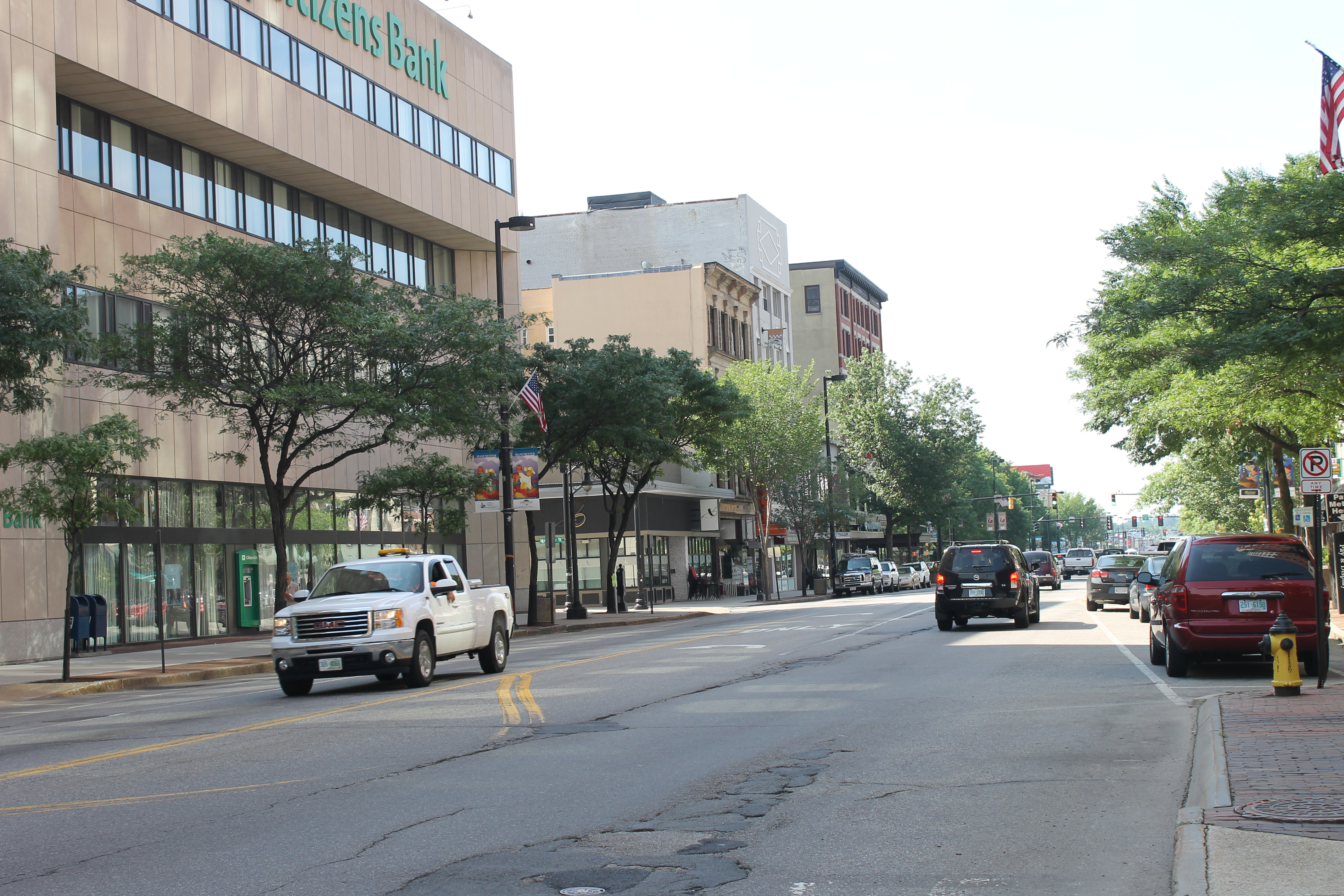
曼徹斯特金融區

- 基恩州立学院 （Keene State College）
- 新罕布什尔大学 （University of New Hampshire）
- 新罕布什尔大学德尔罕分校（Durham）
- 新罕布什尔大学普列茅斯分校（Plymouth）
- 新罕布什尔大学金恩分校（Keene）
- 新罕布什尔大学曼彻斯特分校（University of New Hampshire at Manchester）
- 普利茅斯州立大學 (（Plymouth State University)

## 私立大學

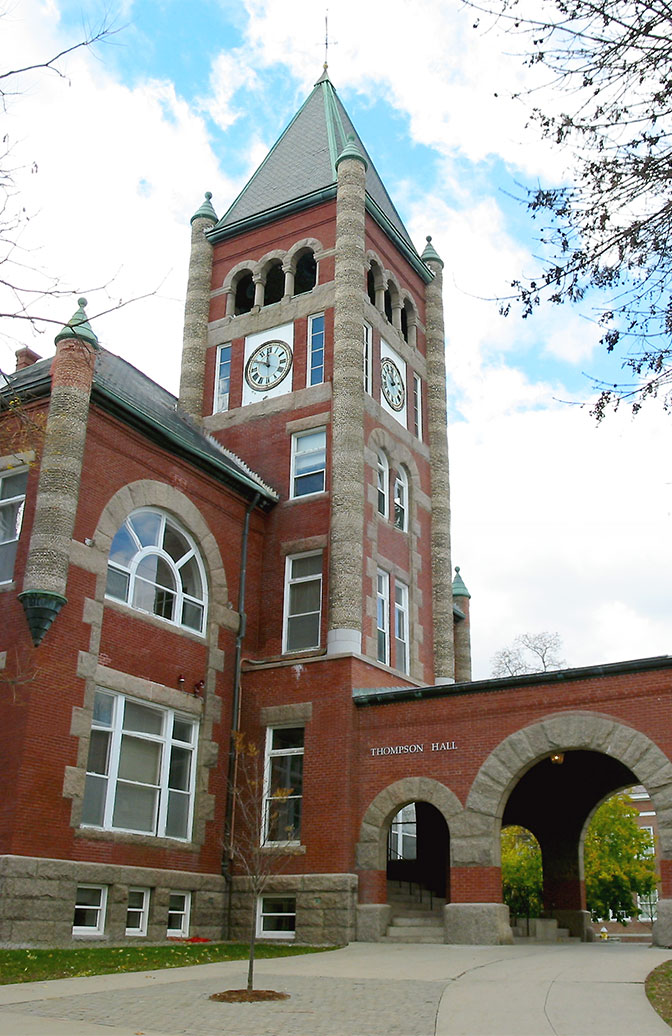
新罕布什尔大学汤普森大厅建于1892年

- 科比·索耶學院（Colby-Sawyer College）
- 達特茅斯學院 (Dartmouth College)
- 法蘭克林·皮爾斯學院（Franklin Pierce College）
- 新英格蘭學院（New England College）
- 聖母學院（新罕布夏州）（Notre Dame College）
- 南新罕布什尔大学 （Southern New Hampshire University）
- 聖安塞姆學院（Saint Anselm College)
- 托马斯·摩尔自由艺术学院（Thomas More College of Liberal Arts）

## 社區學院
- 白山社區學院 (White Mountains Community College)